# Lista de grão-duques de Hesse
Esta é uma lista de Grão-duques de Hesse, um dos estados da Alemanha. O grão-duque é um título pertencente a alta nobreza.

## Casa de Darmstadt
- Luís I, Grão-Duque de Hesse e do Reno
- Luís II, Grão-Duque de Hesse e do Reno
- Luís III, Grão-Duque de Hesse e do Reno
- Luís IV, Grão-Duque de Hesse e de Reno
- Ernesto Luís, Grão-Duque de Hesse e do Reno

## Casa de Reuss
- Heinrique XIV, Príncipe Reuss e Grão-Duque de Hesse